# Gija Joseon
Gija Joseon – dawne państwo koreańskie, którego istnienie datuje się na okres do 194 p.n.e.
Gija był legendarnym stryjem ostatniego cesarza Chin z dynastii Shang, tyrana Zhou, a także jego więźniem aż do czasu upadku królestwa Shang, kiedy uwolnił go król Wu Zhou. Nie zgadzając się na bycie poddanym nowego króla, Gija wraz z 5000 poddanymi mu ludźmi miał wyruszyć na teren dzisiejszej Korei i założyć królestwo Gija Joseon.
Sporną sprawą jest to czy królestwo Gija Joseon istniało naprawdę. Niektórzy koreańscy historycy odrzucają możliwość istnienia Gija, głównie ze względu na ideologię nacjonalistyczną; istotnie nie ma żadnych wiarygodnych źródeł potwierdzających jego istnienie. 
Według Samguk Yusa Gojoseon założony został w roku 2333 p.n.e. Samguk Yusa nie dostarcza jednak wielu informacji. Według Gyuwon Sahwa, danych historycznych o Tangunach i ich lat panowania, Gojoseon rządzony był przez 43 Tangunów przez 1195 lat. "Zaginiony okres" pomiędzy upadkiem Gojoseon a Wiman Joseon mógł więc być wypełniony rządami Gija Joseon.
Genealogia Klanu Seonwu z Taewon (태원선우씨세보, 太原鮮于氏世譜) podaje imiona 41 władców Gija Joseon i okresy ich rządów.

## Władcy Gija Joseon
Lista według Genealogii Klanu Seonwu z Taewon (w nawiasach okres panowania):
- Gija, lub król Munseong (1126 p.n.e. - 1082 p.n.e.)
- Król Janghye (1082 p.n.e. - 1057 p.n.e.)
- Król Gyeonghyo (1057 p.n.e. - 1030 p.n.e.)
- Król Gongjeong (1030 p.n.e. - 1000 p.n.e.)
- Król Munmu (1000 p.n.e. - 972 p.n.e.)
- Król Taewon (972 p.n.e. - 968 p.n.e.)
- Król Gyeongchang (968 p.n.e. - 957 p.n.e.)
- Król Heungpyeong (957 p.n.e. - 943 p.n.e.)
- Król Cheolwi (943 p.n.e. - 925 p.n.e.)
- Król Seonhye (925 p.n.e. - 896 p.n.e.)
- Król Euiyang (896 p.n.e. - 843 p.n.e.)
- Król Munhye (843 p.n.e. - 793 p.n.e.)
- Król Seongdeok (793 p.n.e. - 778 p.n.e.)
- Król Dohoe (778 p.n.e. - 776 p.n.e.)
- Król Munyeol (776 p.n.e. - 761 p.n.e.)
- Król Changguk (761 p.n.e. - 748 p.n.e.)
- Król Museong (748 p.n.e. - 722 p.n.e.)
- Król Jeonggyeong (722 p.n.e. - 703 p.n.e.)
- Król Nakseong (722 p.n.e. - 703 p.n.e.)
- Król Hyojong (722 p.n.e. - 703 p.n.e.)
- Król Cheonhyo (658 p.n.e. - 634 p.n.e.)
- Król Sudo (634 p.n.e. - 615 p.n.e.)
- Król Hwiyang (615 p.n.e. - 594 p.n.e.)
- Król Bongil (594 p.n.e. - 578 p.n.e.)
- Król Deokchang (578 p.n.e. - 560 p.n.e.)
- Król Suseong (560 p.n.e. - 519 p.n.e.)
- Król Yeonggeol (519 p.n.e. - 503 p.n.e.)
- Król Ilmin (503 p.n.e. - 486 p.n.e.)
- Król Jese (486 p.n.e. - 465 p.n.e.)
- Król Cheongguk (465 p.n.e. - 432 p.n.e.)
- Król Doguk (432 p.n.e. - 413 p.n.e.)
- Król Hyeokseong (413 p.n.e. - 385 p.n.e.)
- Król Hwara (413 p.n.e. - 385 p.n.e.)
- Król Seolmun (369 p.n.e. - 361 p.n.e.)
- Król Gyeongsun (361 p.n.e. - 342 p.n.e.)
- Król Gadeok (342 p.n.e. - 315 p.n.e.)
- Król Samhyo (315 p.n.e. - 290 p.n.e.)
- Król Hyeonmun (315 p.n.e. - 290 p.n.e.)
- Król Jangpyeong (251 p.n.e. - 232 p.n.e.)
- Król Jongtong (232 p.n.e. - 220 p.n.e.)
- Król Ae (220 p.n.e. - 195 p.n.e.)